# أنتوني سوندرز
أنتوني سوندرز (بالإنجليزية: Anthony Saunders)‏ هو أكاديمي أمريكي، ولد في 1949.